# Chivit
Chivit är en ort i Mexiko.   Den ligger i kommunen Aldama och delstaten Chiapas, i den sydöstra delen av landet, 700 km öster om huvudstaden Mexico City. Chivit ligger 1 627 meter över havet och antalet invånare är 156.
Terrängen runt Chivit är kuperad åt sydväst, men åt nordost är den bergig. Terrängen runt Chivit sluttar norrut. Runt Chivit är det ganska tätbefolkat, med 166 invånare per kvadratkilometer. Närmaste större samhälle är El Bosque, 15,8 km norr om Chivit. Omgivningarna runt Chivit är en mosaik av jordbruksmark och naturlig växtlighet.